# Matthias Glasner
Pour les articles homonymes, voir Glasner.
Matthias Glasner est un réalisateur allemand né le 20 janvier 1965 à Hambourg. Associé à l'acteur Jürgen Vogel, ce spécialiste polyvalent du cinéma (metteur en scène, auteur-scénariste, cadreur, monteur, preneur de son, musicien et écrivain, assistant-producteur de film...) a fondé la société de production de film Schwarzweiss Filmproduktion.

## Filmographie
Die Gnade, opus de 2012, mieux traduit en français religieux par La Grâce, que par la miséricorde ou la merci, met en scène un couple d'Allemands exilés avec leur enfant dans le Nord de l'Europe. Sur les rives de l'océan arctique en Norvège septentrionale, bientôt immaculées par le blanc hivernal, l'infirmière en soin palliatif Maria (interprétée par Birgit Minichmayr) partage son temps entre son délicat et douloureux travail d'assistance médicale et sa petite famille habitant un hameau isolé du bourg principal. Son mari Niels, technicien-prospecteur (interprété par Jürgen Vogel) semble vivre une quadruple vie, une vie de berger-fermier à la maison avec son petit troupeau de moutons et ses contraintes d'affouragement qu'il ne peut assumer globalement, une vie de pédagogue-pêcheur ou d'éducateur à la dureté de l'environnement naturel auprès de son fils adolescent réticent (fils adoptif ?) Markus (interprété par Henry Stange), une vie professionnelle pendant des périodes intenses et violemment séparées, incluant une vie intermédiaire et cachée par cette dernière activité, où il retrouve sexe et insouciance avec une jeune collègue norvégienne, devenue sa maîtresse strictement en dehors du travail et bien sûr de sa vie familiale. Mais un accident de circulation est provoqué par Maria, rentrant fatiguée de la clinique en voiture et diverti par une aurore boréale pendant la nuit polaire. Si elle renverse une collégienne sortant probablement en partie ivre d'une fête et marchant à pied, Maria n'entend qu'un choc bref et sourd mais ne voit rien. De retour, elle alerte son mari qui de retour sur le blanc chemin enneigé n'observe rien d'anormal. Mais l'adolescente grièvement meurtrie s'est mise à l'abri et est retrouvée morte et englacée par ses proches durant la même nuit. C'est par une rubrique de la presse locale que Maria apprend catastrophée qu'elle n'est que le chauffard inconscient que la police et la communauté locale recherchent en vain. Le couple décide une stratégie du secret, mais cette décision dissimulatrice révèle aux spectateurs le malaise latent dans le couple depuis longtemps en longue dissolution, avant de provoquer par résolution de grâce leur réconciliation et progressivement le désir d'avouer la vérité aux parents de la victime. 
L'enfant du couple, double adolescent du réalisateur dans sa jeunesse qui semble abandonner à lui-même et bien se couper volontairement de ses parents, est celui qui apprend à contempler et filmer et qui semble gérer, comme un inquiétant Christ miniature ou un évangéliste du film, à la fois l'image et les émotions, le soleil et les saisons. Les références à la peinture religieuse moderne (repas familial ou cène restreinte en jeux d'ombre et de lumière façon Georges de La Tour, aux scènes et paysages à réminiscence biblique (paysages immaculés de blancs, émanant une pureté désertiques, scène de bergerie antique, mais décalée dans la blancheur neigeuse et une attraction renaissante) sont nombreuses, mais très souvent rapidement consommées et décalées. A contrario, le monde dévoilée brièvement par la société de prospection gazière et la ville portuaire est tout de technicité et d'artifice froid, de maîtrises apparentes de la nature et des ambitions humaines, mais aussi avides de dominations symboliques et de consommation destructrice, de débauches et de violences larvées, voire de sauvages addictions ou de rut bestial dans les intimités adultérines. Il reste la petite communauté nordique, populaire, vivant en accord avec la nature, et en définitive accordant la seule grâce divine véritable, à commencer par le pardon douloureux des parents de la victime qui ne dénonceront pas Maria et Niels.  

### Cinéma
- 1995 : Die Mediocren
- 1996 : Sexy Sadie
- 2000 : Fandango
- 2001 : 99 Euro Films
- 2006 : Le Libre Arbitre (Der freie Wille)
- 2009 : This Is Love (de)
- 2012 : La Grâce (Gnade)
- 2024 : Sterben

### Télévision

#### Téléfilms
- 2001 : Secrets d'état (Das Staatsgeheimnis)
- 2004 : Qui est cette femme? (Die Fremde Frau)
- 2007 : Une bonne mère (Eine Gute Mutter)
- 2011 : La Faille du diable (Die Stunde des Wolfes)

#### Série télévisée
- 1997 : Einsatz Hamburg Süd (série télévisée)
- 1998 : Mordkommission (série télévisée)
- 2000 : Schimanski (série télévisée)
- 2002 : Tatort (série télévisée)
- 2004 : Blond: Eva Blond! (série télévisée)
- 2007 : Berlin Brigade Criminelle (série télévisée)
- 2015 :  Blochin: Die Lebenden und die Toten  (deux épisodes en 2015)

## Distinction
- Berlinale 2024 : Ours d'argent du meilleur scénario pour Sterben